# Dekanat Biała Podlaska – Północ
Dekanat Biała Podlaska – Północ – jeden z 25 dekanatów w rzymskokatolickiej diecezji siedleckiej.

## Parafie
W skład dekanatu wchodzi 13 parafii.
- Biała Podlaska – parafia Błogosławionego Honorata Koźmińskiego
- Biała Podlaska – parafia Narodzenia Najświętszej Maryi Panny
- Biała Podlaska – parafia św. Anny
- Biała Podlaska – parafia św. Michała Archanioła
- Biała Podlaska – parafia bł. Stefana Wyszyńskiego
- Horbów – parafia Przemienienia Pańskiego
- Hrud – parafia Zwiastowania Najświętszej Marii Panny
- Leśna Podlaska – parafia Narodzenia NMP (Sanktuarium Maryjne)
- Łukowce – parafia Podwyższenia Krzyża Świętego
- Rakowiska – parafia św. Ojca Pio
- Swory – parafia Najświętszego Serca Pana Jezusa
- Witulin – parafia św. Michała Archanioła
- Woskrzenice Duże – parafia św. Michała Archanioła

Według danych zgromadzonych przez Kurię Diecezji Siedleckiej dekanat liczy 41340 wiernych.

## Sąsiednie dekanaty
Biała Podlaska – Południe, Janów Podlaski, Łosice, Międzyrzec Podlaski, Terespol